# Bluebird Mach 1.1
Bluebird Mach 1.1 (CMN-8) — конструкція надзвукового рекордового автомобіля з ракетним двигуном, запропонована гонщиком-рекордсменом Дональдом Кемпбеллом для побиття рекорду швидкості на суші, виготовлення якого не було завершене через загибель Кемпбелла під час спроби встановити рекорд швидкості на воді з «Bluebird K7» на початку 1967 року.
Дональд Кемпбелл вирішив, що після його успішної спроби встановлення рекорду швидкості на суші зробленої у 1964 році з Bluebird CN7 потрібен був значний стрибок у швидкості. У його баченні це можливо було зробити на надзвуковому автомобілі з двигуном реактивного типу та з потенційною максимальною швидкістю 840 миль/год, який отримав назву «Bluebird Mach 1.1». Братів інженерів-конструкторів Кена і Льюїса Норрісів запросили провести дослідження та конструкторську проробку цього проєкту.
Кемпбелл, вічно забобонний, вибрав щасливу дату, щоб провести прес-конференцію в готелі «Charing Cross» 7 липня 1965 року та оголосити про свої майбутні плани побиття рекорду:
|  | … З точки зору швидкості на земній поверхні, моїм наступним логічним кроком має бути побудова автомобіля Bluebird, який може розвивати 1,1 Маха. Американці вже будують плани щодо такого автомобіля, і було б трагічно для світового іміджу британської техніки, якби ми не взяли участь у цьому великому конкурсі й не перемогли. Країна, чиї технології першими заволодіють рекордом «швидшим за звук» на суші, буде країною, промисловість якої перескочить у 70-ті чи 80-ті роки. Ми можемо поставити машину на трасу протягом трьох років |

Автомобіль Bluebird Mach 1.1 урухомлювався ракетними двигунами. Кен Норріс підрахував, що використання саме ракетних двигунів призведе до створення транспортного засобу з дуже малою лобовою площею, більшою компактністю та меншою вагою, ніж якби він пішов шляхом використання іншого типу реактивного двигуна. Bluebird Mach 1.1 був конструктивно простим і відносно компактним. Норріс обрав два готові реактивні двигуни ракетного типу Bristol Siddeley BS.605. Цей рідинний ракетний двигун розроблявся для військово-повітряних сил як двигун прискорення при злеті з використанням керосину як пального та перекису водню високої проби (англ. high-test peroxide) як окиснювача. Кожен з двигунів забезпечував тягу 36 кН. У застосуванні Bluebird Mach 1.1 комбінована тяга 71 кН була б еквівалентною 36000 к. с. (27000 кВт) при швидкості 840 миль/год (1350 км/год).
Компактний розмір ракетних двигунів дозволив Кену Норрісу сконструювати транспортний засіб з дуже малою площею поперечного перерізу. Була обрана конфігурація, схожа на дротик, з двома тісно з'єднаними передніми колесами позаду носової кабіни та двома задніми колесами на відстані 240 см одне від одного, захованих у стабілізаційні «плавники». Очікувалося, що конструкція буде стабільною при русі по прямій. Основна конструкція автомобіля була водночас елегантною та простою, але вона забезпечувала значну міцність на кручення, а також дозволяла окремо зберігати дві рідини, які використовуються як пальне. Головне шасі мало бути пласкою коробчастою сталевою конструкцією з внутрішнім підсиленням ребрами жорсткості (навпаки, шасі «Bluebird CN7» являло собою стільниковий алюмінієвий сендвіч). Це формувало раму, до якої кріпляться ракетні двигуни, один угорі та один унизу, а також паливні баки — перекис водню вгорі, гас під ним, щоб утримувати два дуже леткі компоненти пального окремо один від одного. На рамі також розташовувалась задня підвіска на торсіонній балці. Одягнений у тонкий кузов у формі олівця із задніми аутригерами, автомобіль мав розташування пілота за кермом у положенні лежачи. Колеса мали бути виготовлені із заготовок з алюмінієвого сплаву. Оскільки вони були потрібні не для приведення в рух, а лише для підтримання автомобіля, то і у шинах потреби не було.
Було розглянуто різні розміри, і врешті-решт було створено повномасштабний макет автомобіля довжиною 8,43 м, шириною на задніх колесах 2,59 м і загальною висотою всього 1,09 м. Передбачалось, що кліренс становитиме лише 11 см, що забезпечувало «Bluebird Mach 1.1» дуже низький центр ваги та центр крену. Прогнозована маса становила 1600 кг разом з двигунами. Отже, для «Bluebird Mach 1.1» питома потужність сягала 22000 к. с. (16000 кВт) на тонну маси.

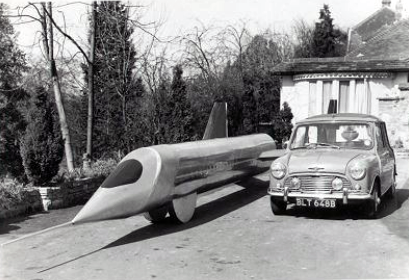
Рекламна модель Bluebird Mach 1.1, виставлена біля будинку Кемпбелла навесні 1966 року.

Інтерес до проекту був таким, що уряд Ямайки запропонував побудувати трасу довжиною 14 миль (23 км) для встановлення рекорду.
Після смерті Кемпбелла проєкт ще декілька років (з 1968 до 1971) продовжувався за інерцією із залученням механіка Лео Вілла та Норріса як консультанта проєкту. У 1973 році спробу участі у проєкті зробив Найджел Макнайт, проте не зміг зібрати необхідної спонсорської підтримки.
Згодом модель зникла, її місцезнаходження невідоме. Ймовірно, автомобіль було поховано у фундаменті будівлі разом із зруйнованим спонсорами «Bluebird K7».
Сьогодні проект є маловідомим, хоча деякі виробники моделей пропонують масштабовані копії автомобіля
Повна розповідь про мертвонароджений ракетний автомобіль Кемпбелла викладена в книзі Нейла Шеппарда «Donald Campbell Bluebird and The Final Record Attempt» («Дональд Кемпбелл, Bluebird і остання спроба встановити рекорд»), опублікованій наприкінці 2011 року.